# 湄南細絲鯰
湄南細絲鯰，為輻鰭魚綱鯰形目鯰科的其中一種，為熱帶淡水魚，分布於亞洲湄公河下游流域，體長可達24公分，棲息在底中層水域，以小魚、昆蟲、蝦為食，生活習性不明，可做為食用魚。